# Селище (Киевская область)
Се́лище (укр. Селище) — село, входит в Барышевскую поселковую общину Броварского района Киевской области Украины. До 2020 года входило в состав Барышевского района. Расположено на месте древнеславянского поселения на левом берегу Трубежа в 7 км от центра общины — пгт Барышевка.
Население по переписи 2001 года составляло 944 человека. Почтовый индекс — 07521. Телефонный код — 4576. Занимает площадь 2,88 км².

## Местный совет
07521, Киевская обл., Барышевский р-н, с. Селище, ул. Парижской коммуны, 19